# Малијетоа Танумафили II
Малијетоа Танумафили II, ГЦМГ, ЦБЕ, (4. јануар 1913 — 11. мај 2007) (такође познат као Сусуга) био је Малијетоа, један од четири врховне поглавице, те државни поглавар или о ле ао о ле мало Самое, на ком месту је био од стицања независности 1962. до смрти 2007. године. У тренутку смрти је био најстарији државни поглавар на свету.
Малијеота Танумафили II је био познат као следбеник бахаистичке вере, друга по реду особа краљевске крви (иза краљице Марије од Румуније) која ју прихватила.